# Processiehuis

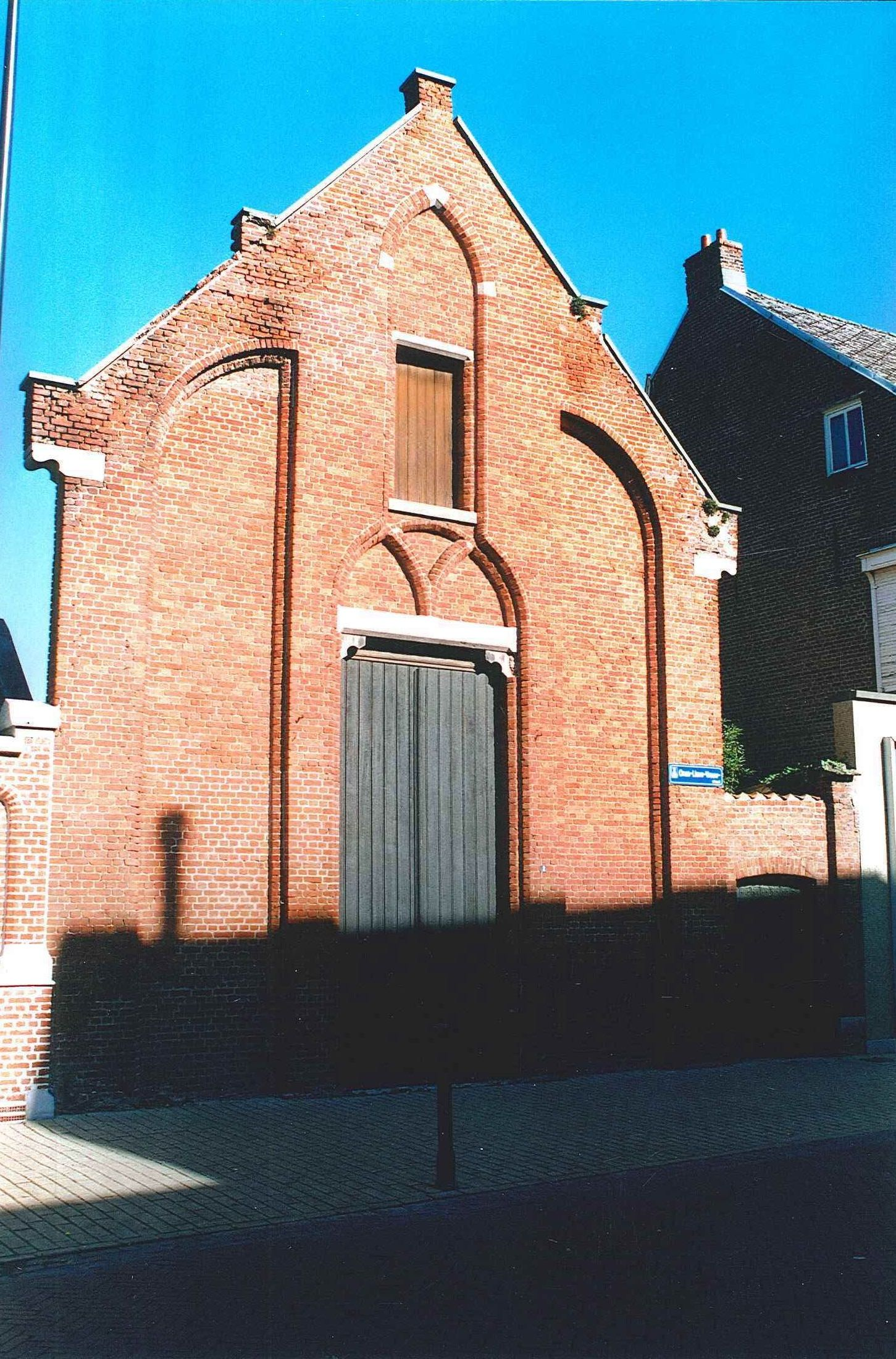
Processiehuis

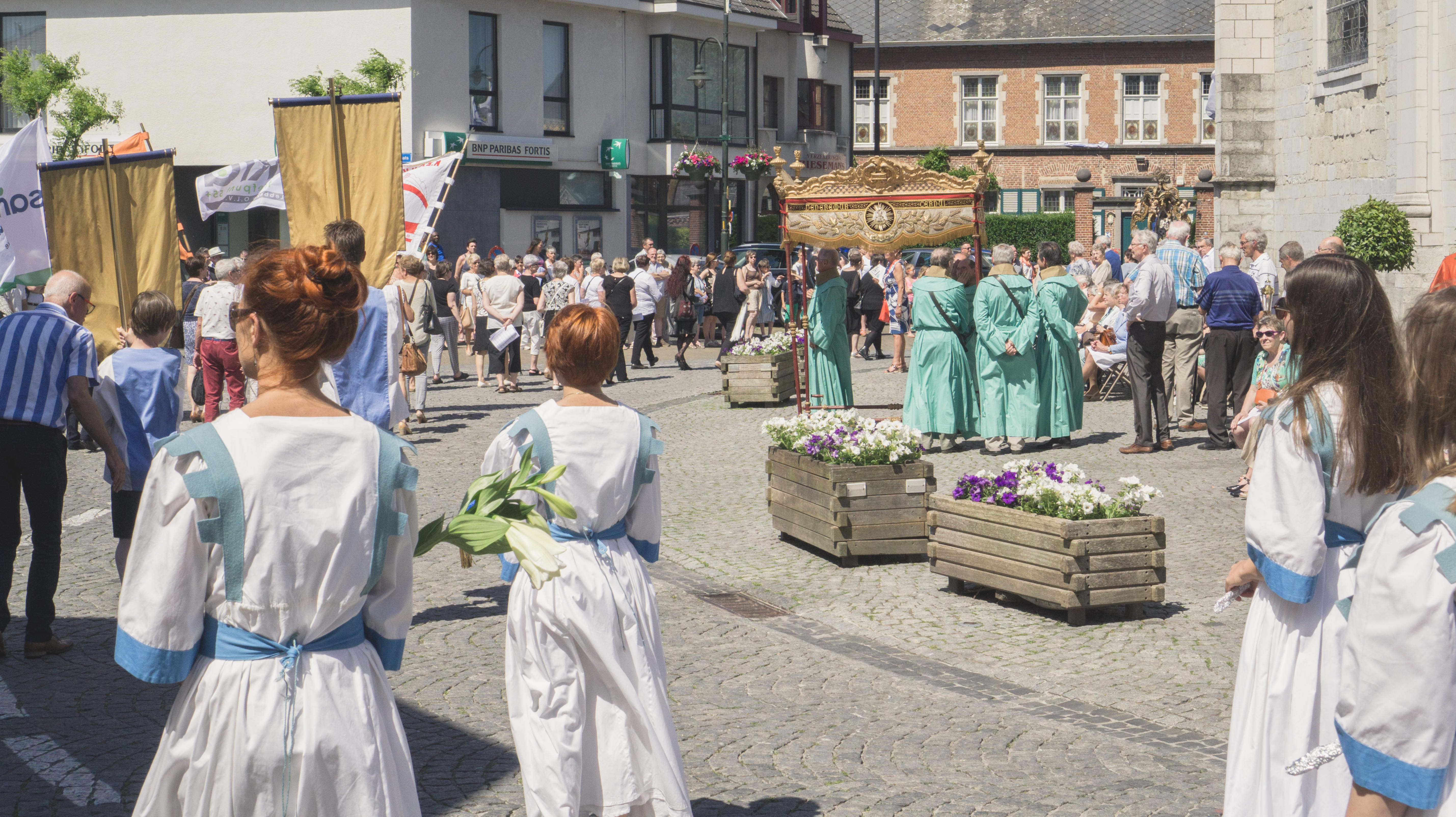
Mariaprocessie

Het Processiehuis is een bouwwerk in de Oost-Vlaamse plaats Lebbeke, gelegen aan de Onze-Lieve-Vrouwstraat.
Het betreft een in 1901 opgericht bakstenen neogotisch gebouw dat wordt gebruikt om processiemateriaal in op te bergen. De jaarlijkse processie, die oorspronkelijk op 8 september, feest van Maria-Geboorte, plaatsvond, maar sinds 2014 in de maand mei doorgaat, herdenkt de stichting van de kerk die plaats gevonden zou hebben in 1108 met, naar verluidt, de wonderbare hulp van Onze-Lieve-Vrouw. Zeker sinds de 14e eeuw is deze processie, gewijd aan Onze-Lieve-Vrouw Troost der Bedrukten, gedocumenteerd. Op deze dag vindt ook de kermis in het dorp plaats.